# Vhembelacerta rupicola
Genre
Espèce
Synonymes
- Lacerta rupicola FitzSimons, 1933
- Australolacerta rupicola (FitzSimons, 1933)

Statut de conservation UICN

 LC  : Préoccupation mineure
Vhembelacerta rupicola, unique représentant du genre Vhembelacerta,  est une espèce de sauriens de la famille des Lacertidae.

## Répartition
Cette espèce est endémique des monts Soutpansberg au Limpopo en Afrique du Sud.

## Description
L'holotype de Vhembelacerta rupicola mesure 117,5 mm dont 68,5 mm pour la queue. Cette espèce a la face dorsale brun sombre à noirâtre et présente une ligne longitudinale blanchâtre et, de chaque côté de celle-ci, une rayure brun clair s'étendant de l'arrière de la tête à la racine de la queue. Sa tête est brun clair tacheté de sombre. Sa face ventrale est bleuâtre. Le dessous de sa queue est brun clair.

## Publications originales
- Edwards, Branch, Vanhooydonck, Herrel, Measey & Tolley, 2013 : Taxonomic adjustments in the systematics of the southern African lacertid lizards (Sauria: Lacertidae). Zootaxa, no 3669 (2), p. 101–114.
- FitzSimons, 1933 : Description of five new lizards from the Transvaal and Southern Rhodesia. Annals of the Transvaal Museum, vol. 15, no 2, p. 273-280 (texte intégral).